# Cieszowa
Cieszowa (niem. Czieschowa) – wieś w Polsce położona w województwie śląskim, w powiecie lublinieckim, w gminie Koszęcin.
W latach 1975–1998 miejscowość administracyjnie należała do województwa częstochowskiego.

## Nazwa
Nazwa miejscowości wywodzi się od polskiej nazwy reakcji wyrażającej radość - cieszyć się. Heinrich Adamy w swoim dziele o nazwach miejscowości na Śląsku wydanym w 1888 roku we Wrocławiu wymienia nazwę wsi jako Czieszowa podając jej znaczenie "Freudendorf" czyli po polsku "Radosna wieś".
W kronice łacińskiej Liber fundationis episcopatus Vratislaviensis (pol. Księga uposażeń biskupstwa wrocławskiego) spisanej w latach 1295-1305 miejscowość wymieniona jest w zlatynizowanej formie Cessowa.

## Historia miejscowości
Dnia 25 lutego 1385 miejscowość ta podarowana została Marbotowi Świętopelce. Od XVI, a być może od XIV wieku do początków XX wieku miejscowość zamieszkiwali Żydzi, którzy prawdopodobnie w 1781 zbudowali w tej miejscowości synagogę. W kilka lat później, w roku 1751 zbudowany został katolicki kościół.. W 1911 synagoga została rozebrana.
Dekretem katowickiego biskupa Herberta Bednorza 25 maja 1980 przy kościele św. Marcina erygowana została parafia. W roku 2005 na miejscu dawnej synagogi postawiona została figura św. Urbana patrona Cieszowej z tablicą informująca o 700. rocznicy istnienia miejscowości
Od końca XVIII w. wieś posiadała pieczęć gminną, na której wizerunku przedstawiono fuzję w skos między dwoma drzewami.

## Zabytki i inne obiekty
Na terenie wioski znajduje się zbudowany w 1751 r. drewniany kościół pod wezwaniem św. Marcina z sobótkami, położony na Szlaku Architektury Drewnianej Województwa Śląskiego. W jego pobliżu znajduje się także zabytkowy spichlerz będący częścią dawnych zabudowań folwarcznych.
W pobliżu wioski znajduje się kirkut, z macewami pochodzącymi z XIX i XX wieku. Kirkut ten założony został prawdopodobnie w XVIII wieku.

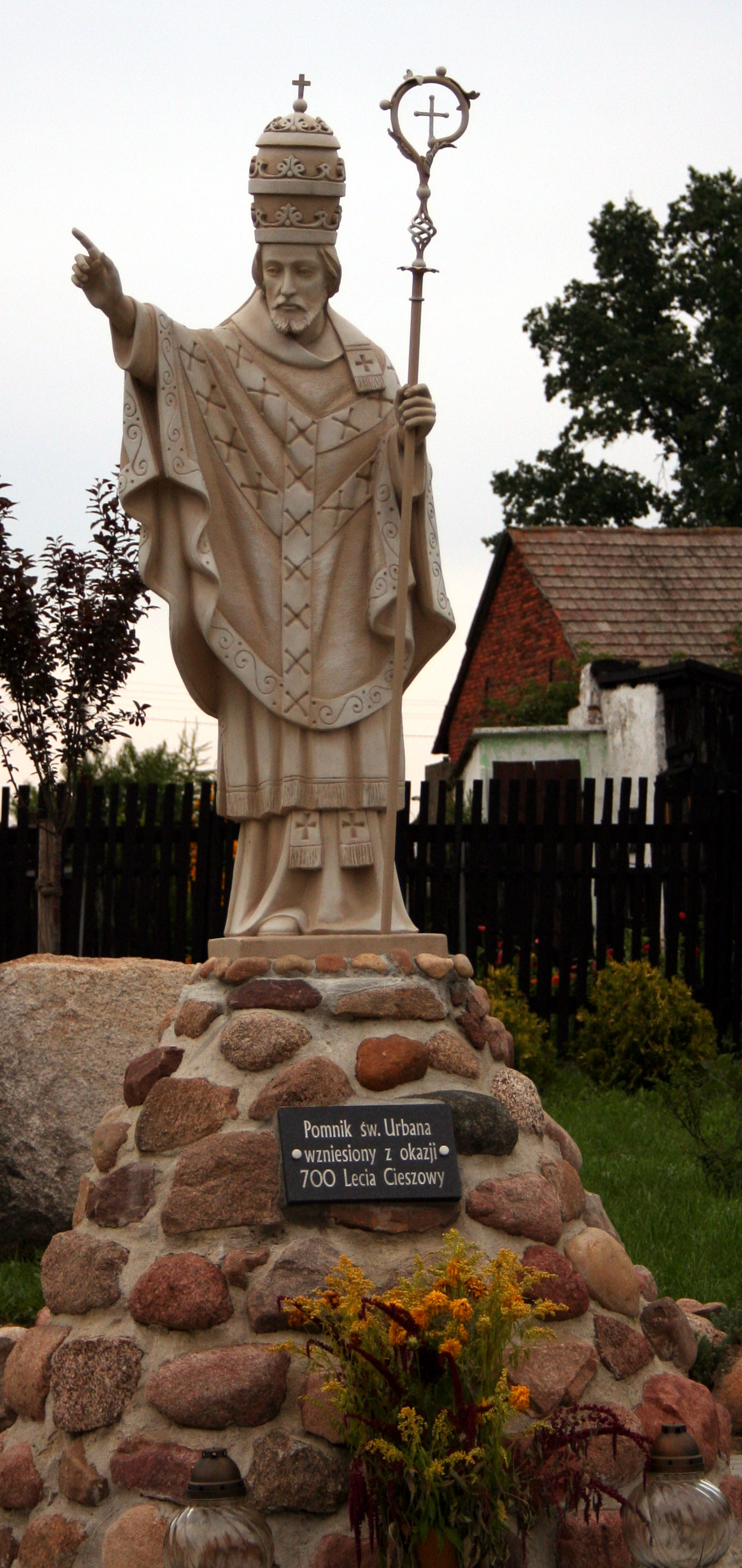
Figura św. Urbana
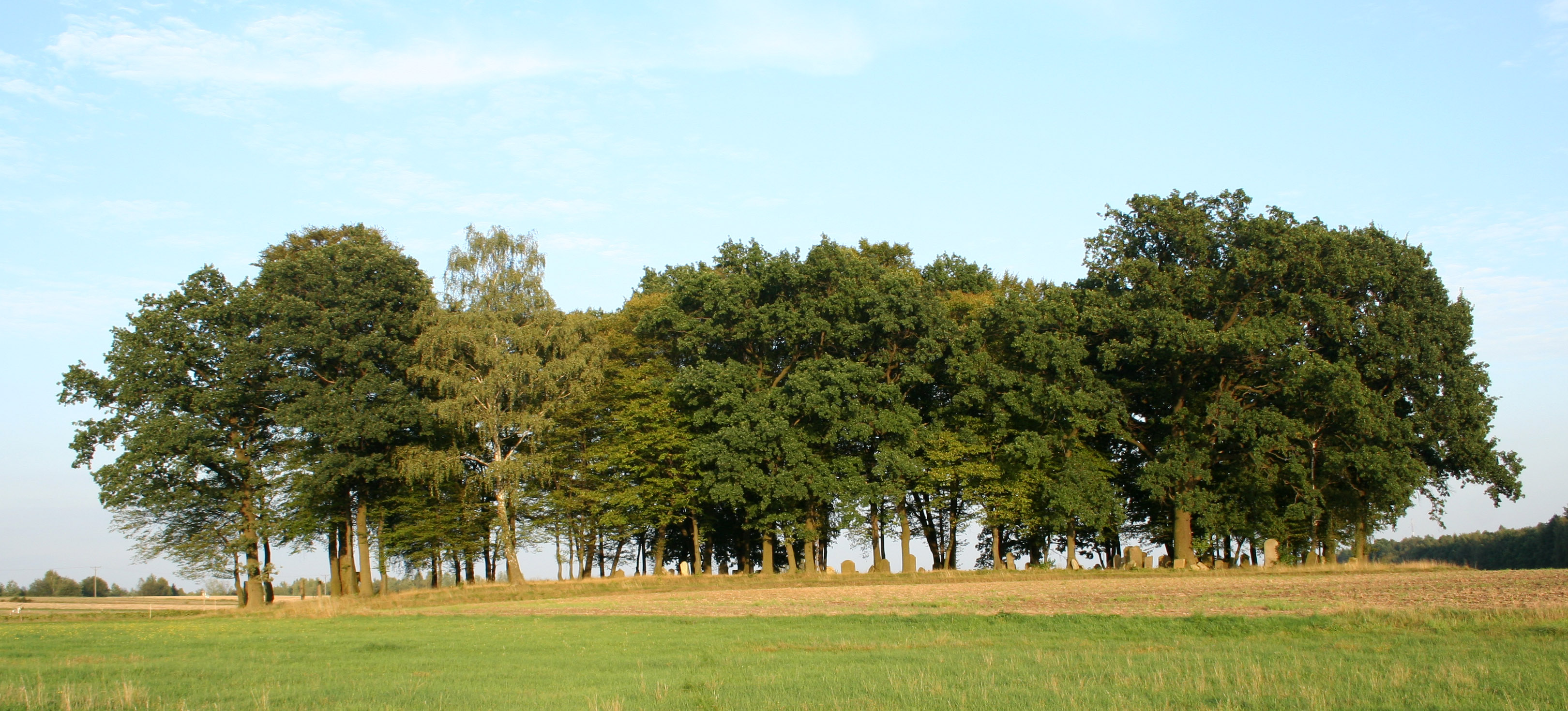
Cmentarz żydowski w roku 2006
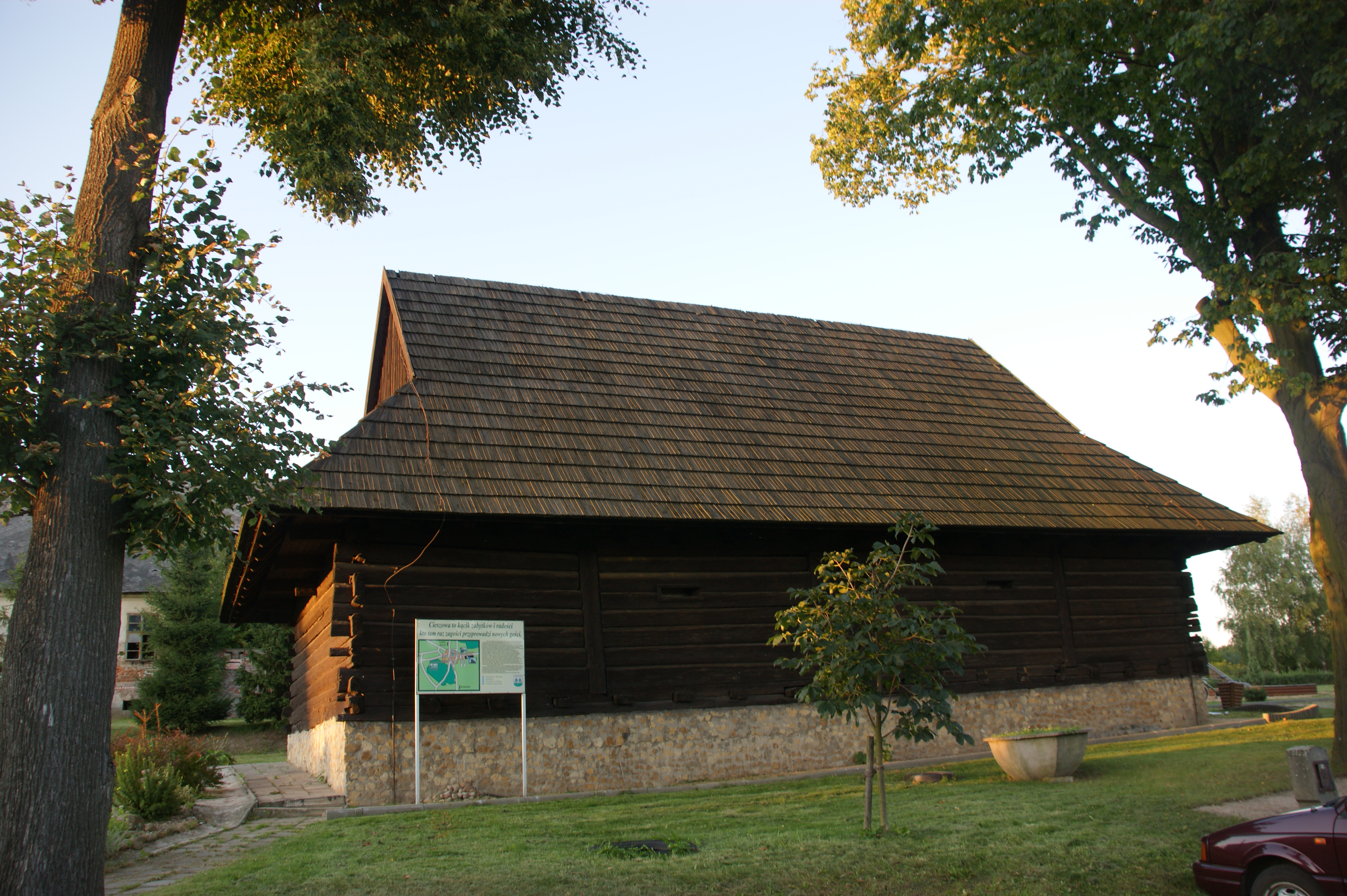
Zabytkowy spichlerz